# Onan Orlando Thom
Onan Orlando Thom (ur. 11 kwietnia 1984) – gujański pływak, uczestnik igrzysk olimpijskich w 2004 roku. 

## Życiorys
Wziął udział w rywalizacji w wyścigu na 100 metrów stylem dowolnym, uzyskując czas 55.24, który uplasował go na 59. pozycji w końcowej klasyfikacji. 